# Upi del Sur
Upi del Sur es un municipio filipino de sexta categoría, situado al sur de la isla de Mindanao. Forma parte de  la provincia de Maguindánao situada en la región autónoma de Nación Mora. Para las elecciones está encuadrado en el Segundo Distrito Electoral de esta provincia.

## Geografía
Municipio situado al sur de la ciudad de Cotabato,  limita al norte y oeste con el municipio de Upi; al sur con la provincia de Sultán Kudarat; y al este con el municipio de Ampatuan.

### Barrios
El municipio  de Upi se divide, a los efectos administrativos, en 11 barangayes o barrios, conforme a la siguiente relación:
| - Kuya - Biarong - Bongo | - Itaw - Kigan - Lamud | - Looy - Pandan - Pilar | - Romangaob (Población) - San José |  |

## Historia

### Influencia española
Este territorio fue parte de la Capitanía General de Filipinas (1520-1898).
Hacia 1696 el capitán Rodríguez de Figueroa obtiene del gobierno español el derecho exclusivo de colonizar Mindanao.
El 1 de febrero de este año parte de Iloilo alcanzando la desembocadura del Río Grande de Mindanao, en lo que hoy se conoce como la ciudad de Cotabato.

### Ocupación estadounidense
En 1903, al comienzo de la ocupación estadounidense de Filipinas Cotabato forma parte de la nueva provincia del Moro. En septiembre de 1914 se crea el Departamento de Mindanao y Sulú, una de sus provincias es Provincia de Cotabato y Dinaig fue uno de sus distritos municipales.

### Independencia
El 18 de agosto de 1947 el distrito municipal de  Dinaig, pasa a convertirse en municipio. El 3 de octubre de 1994 cambia su nombre por el de Datu Odin Sinsuat. De su término fueron segregados los nuevos municipios de Upi y de Talayán.
El 10 de junio de 1955 fue creado el nuevo municipio de Upi, segregado de Dinaig.
El 22 de septiembre de 1976 de su término fueron segregado el nuevo municipio de Upi del Sur.
No Formó parte de la frustrada provincia de Jerife Kabunsuan que estuvo formada por 11 municipios agrupados en dos distritos:
La provincia fue creada en 2006  y disuelta,  por sentencia del Tribunal Supremo de Filipinas, en 2008.